# Севрюково (Орловська область)
Севрюково — село в складі Черемошенського сільського поселення Мценського району Орловської області Росії. До утворення Мценського району входила до складу Новосільського повіту Тульської губернії.

## Географія
Село розташована на рівнинній місцевості на Севрюковому верху (яру) в 3 км від автодороги Новосіль — Мценськ, в 4 км від сільського адміністративного центру села Черемошни.

## Назва
Назву отримано за прізвищем власників Севрюкових, відомих з XVI століття. Севрюки — служиві люди станичної служби на Сіверщині — сучасній межі між Україною та Росією. Швидше за все хтось із них отримав наділ на новосільській землі.

## Історія
Згадується в ДКНУ (дозорної книзі Новосільського повіту) за 1615 рік як село Севрюково: «За Микифором за Матвєєвим сином Махова вотчина по жалуваній грамоті царя Василія за підписом дяка Микалая Новокщенова 1610 році липня у 20-те, що йому дано в вотчину за московське облогове сидіння … село Севрюково, що був починок, на Севрюковому верху». Село відносилося до приходу церкви страстотерпця Христового Георгія села Субочева. 
У 1859 році в Севрюковому було 38 селянських дворів, в 1915 році — 6 дворів, в 1926 — 74. Село складалася з двох поселень і мало назви Севрюково 1-е і 2-е, які в 1963 році були об'єднані в одне. За відомостями за 1926 рік в селі була школа 1-го ступеня і пункт ліквідації неписьменності. 
Після революції був утворений колгосп імені Райкому. 
В 2018 році в селі проживало 12 людей.

## Населення
Динаміка населення за роками:
| Роки      | 1859 | 1915 | 1926 | 2000 | 2010 | 2018 |
| --------- | ---- | ---- | ---- | ---- | ---- | ---- |
| Населення | 390  | 90   | 455  | 30   | 19   | 12   |